# Spähtrupp Hallgarten
Spähtrupp Hallgarten ist ein 1940 hergestellter, reichsdeutscher Kriegsfilm zum Ruhme der am Norwegen-Feldzug beteiligten deutschen Gebirgsjäger. Unter der Regie von Herbert B. Fredersdorf spielen René Deltgen als Titelheld sowie Paul Klinger, Maria Andergast und Rudolf Prack weitere Hauptrollen. Der Propagandafilm sollte vor allem das Hohe Lied auf die Tugend unverbrüchlicher Kameradschaft bei den Gebirgsjägern im Krieg singen (siehe Rezeption).

## Handlung
1939, kurz vor Ausbruch des Zweiten Weltkriegs. Der Film beginnt mit einer Einheit der Gebirgsjäger, die mit klingendem Spiel durch einen mit Hakenkreuzfahnen beflaggten bayerischen Ort zieht, umjubelt von der Dorfbevölkerung. Am Abend kehren die Soldaten zu einem Tanzvergnügen ein, unter ihnen auch Hannes Hallgarten und sein bester Freund, der Volksschullehrer Sepp Eberle, die beide in die Gastwirtstochter Christa Hambacher verliebt sind. Dass nun auch noch der Oberjäger Unterkirchner, der Christa zum Tanz auffordert, ebenfalls Interesse an ihr zeigt, stößt den beiden Freunden übel auf. Im Streit zwischen Hannes und Unterkirchner, die beide exzellente Bergsteiger sind, kommt es zu einer törichten Wette, bei der es um die Besteigung der Hörnerspitze über die gefährliche Westwand geht. Prompt geht etwas schief, und Hannes kann mangels Kraft den im Seil hängenden Sepp nicht mehr hochziehen. Die beiden werden zwar mit Hilfe Unterkirchners gerettet, doch macht sich im Ort das Gerücht breit, dass Hannes Hallgarten Sepp (und damit einen Konkurrent um die Gunst Christas) eventuell auf diese Weise loswerden wollte.
September 1939, der Krieg hat begonnen. Hannes und Sepp werden gemustert und kommen zu den Gebirgsjägern. Gleich drei Briefe erhält Hannes an der Front von Christa, während Sepp leer ausgeht – ein sicheres Zeichen dafür, dass sie sich für Hannes entschieden hat, auch wenn ihr Vater dies angesichts Hallgartens Verhalten damals in der Felswand nicht gern sieht. Eines Tages bekommt Hannes Hallgarten von seinem Feldwebel den Auftrag im besetzten Norwegen einen Spähtrupp zusammenzustellen. Selbstverständlich wählt er Sepp als seine Begleitung, da die Freundschaft der beiden auch bedeutet, dass sich im Gefahrenmoment der eine auf den anderen blind verlassen kann. Geplant ist, die letzten Widerstandsnester der britischen Expeditionsstreitkräfte in Norwegen auszuhebeln. Tatsächlich geraten die beiden Männer in britisches Sperrfeuer, bei dem Sepp schwer verwundet wird. Hannes will ihn forttragen, doch hat er nicht mehr die Kraft dazu. Sepp sagt Hallgarten, er solle sich allein retten und ihn zurücklassen. Hannes verspricht, nach seiner Rückkehr zur Truppe mit Entsatz zurückzukommen, um Sepp zu bergen. Im Lager der Deutschen entsteht daraufhin erneut der alte, neue Verdacht, Hannes habe den Freund nur deswegen schwer verletzt zurückgelassen, um zukünftig Christa für sich allein zu haben. Sepp wird als vermisst gemeldet, und Hannes, dem sein alter Rivale Unterkirchner ein weiteres Mal mangelnde Kameradschaft (Unterkirchner zu Hallgarten bezüglich Eberle: “Du wolltest ihn verrecken lassen, weil es dir so passte!”) vorwirft, macht sich daraufhin im Gespräch mit seinem Vorgesetzten Hauptmann Pfennig heftige Selbstvorwürfe. Der Hauptmann, der glaubt, dass ihm Hallgarten in dieser Verfassung nicht mehr von Nutzen sein könne, schickt ihn nach Hause, wo das Ersatzbataillon einen neuen Ausbilder benötigt.
Daheim macht sich Christa große Sorgen, weil sie seit geraumer Zeit keine Post mehr von ihrem Liebsten bekommt. Ihr Vater versucht sie ein wenig zu beruhigen. Hannes kehrt nach Bayern zurück, besucht aber nicht Christa. Ihr Vater glaubt, dass das nur am schlechten Gewissen Hallgartens liegen könne, da er erneut seinen besten Freund Eberle in einer Notsituation im Stich gelassen habe. In der Zwischenzeit haben die Deutschen in Norwegen die Briten überrannt und auch deren Krankenstation in Beschlag genommen. Dort finden sie den im Bett liegenden Sepp Eberle mit einer Kopfwunde, aber immerhin lebend, an. Der ist erstaunt darüber, dass man Hallgarten beschuldigt, ihn im Stich gelassen zu haben. Er macht allen klar, dass Hannes ihn auf seinen eigenen Wunsch hin in Schnee und Eis zurückgelassen habe. Noch immer voller Selbstvorwürfe, erklärt Hannes beim ersten Wiedersehen mit Christa, die nunmehr ebenfalls an ihm zu zweifeln begonnen hat, dass er sich wieder zu seiner Einheit zurückbegeben wolle. Dort kommt es, nachdem Unterkirchner seinen Irrtum in Sachen Eberle erkannt hat, auch zur Versöhnung mit seinem einst stärksten Kritiker. Zur Genesung kehrt derweil Sepp Eberle nach Bayern heim und besucht Christa. An einem neuen Frontabschnitt kommen Hallgarten und seine Leute unter schweren Beschuss, bei dem Hallgarten, der mit letzter Kraft auf Englisch die Briten telefonisch mit einem falschen Befehl ausgetrickst hat, fällt. Während die ahnungslose Christa in der fernen Heimat Sepp erklärt, dass sie immer auf Hannes warten werde, singen dessen Leute nach einer pathetischen Ansprache (“Sein Soldatentum wurde durch die Hingabe seines Lebens gekrönt. Er ist gestorben, damit unser Volk leben kann.”) ihres obersten Offiziers an Hallgartens Grab das Soldatenlied “Ich hatt’ einen Kameraden”.

## Produktionsnotizen
Die Dreharbeiten begannen am 23. September 1940 mit den Atelieraufnahmen im Althoff-Atelier in Babelsberg, die Anfang Oktober desselben Jahr endeten. Mit den Außenaufnahmen, die in Mittenwald, Schliersee und am Spitzingsee angefertigt wurden, begann man am 13. Oktober 1940. Vermutlich wurden die Arbeiten am Film im darauf folgenden Monat beendet. Die Uraufführung erfolgte am 14. März 1941 in Wien, die Berliner Premiere war am 13. Mai desselben Jahres.
Ernst Garden und Alfred Bittins waren die Produktionsleiter. Alfred Bütow und Heinrich Beisenherz gestalteten die Filmbauten. Eugen Hrich sorgte für den Ton.
Neben dem traditionellen Soldatenlied “Ich hatt’ einen Kameraden” wurden noch zwei andere Lieder gespielt: „Ein Mädel muss treu sein“ und „Wenn die Sonne lacht“. Letzteres wurde von einem Kinderchor vorgetragen.
Nach Kriegsende 1945 wurde dieser Film von den alliierten Militärbehörden verboten.

## Wissenswertes
Um diesen Film entwickelte sich 1940/41 ein Disput auf höchster Ebene, der bis in die Spitze der deutschen Staatsführung reichte. Erst hatte die Wehrmachtzensur mehrere Kritikpunkte am Drehbuch geltend gemacht, dann beabsichtigte die produzierende Germania, bei Spähtrupp Hallgarten mit dem pompösen Prädikat „Großfilm“ zu werben, wogegen die Wehrmachtzensur ebenfalls Einspruch erhob. Der Fall wurde schließlich sogar Hitler vorgelegt, dessen Adjutant bei der Wehrmacht, Rudolf Schmundt, am 27. Februar 1941 folgendes mitteilte: “Der Führer und Oberster Befehlshaber der Wehrmacht hat auf Vortrag des Films „Spähtrupp Hallgarten“ die Entscheidung über den Titel zunächst zurückgestellt. Der Führer wünscht den Film nach Fertigstellung zu sehen und wird sodann selbst entscheiden, ob der Zusatz ‘Ein Großfilm…’ dem Titel beizufügen ist oder nicht.” Dieser Titel wurde letztlich ebenso wenig vergeben wie jedwedes andere prestigefördernde Prädikat.

## Rezeption
In Der deutsche Film 1938–1945 heißt es, der titelgebende Soldat in Spähtrupp Hallgarten gebe „ein Beispiel der opferbereiten Kameradschaft“ ab und folge somit der Intention dieses Kriegspropagandafilms. Die Konstellation „zwei Männer umwerben eine Frau“ sei im Übrigen „ein sehr gern und sehr oft vervielfältigtes Schema in den damaligen deutschen Kriegsfilmen.“